# 리그 오브 레전드 월드 챔피언십 2023 결승전
리그 오브 레전드 월드 챔피언십 2023의 결승전 경기는 2023년 11월 19일에 서울특별시 구로구에 위치한 고척스카이돔에서 진행되었다.

## 결승 진출팀

### 웨이보 게이밍
웨이보 게이밍은 LPL에 소속된 게임단으로 2015년에 T.Bear 게이밍이라는 이름으로 창단되었다. 이후 쑤닝그룹이 팀을 인수 한 이후 쑤닝으로 팀명을 변경한 후 2017년 서머 시즌에 2부리그에서 LPL로 승격하였다. 승격 이후 한동안은 월즈 진출과는 거리가 있었으나 2020년에 선발전을 거쳐 3시드로 월드 챔피언십에 처음으로 진출하였다. 2020 월드 챔피언십에서 예상을 깨고 징동 게이밍과 Top e스포츠를 차례대로 이기고 결승에 진출했지만 결승전에서 담원 게이밍에 3-1로 패배를 하게 되면서 준우승에 머물렀다.
2022시즌을 앞두고 웨이보가 팀을 인수해 팀명을 웨이보 게이밍으로 변경하였다. 2023시즌을 앞두고 더샤이와 재계약을 체결했으며 카사, 샤오후, 라이트, 크리스피를 영입하면서 로스터를 완성하였다. 또한 팀의 코치였던 이지훈을 감독으로 승격시켰다. 스토브리그가 종료되는 시점에서 웨이보의 전력은 슈퍼팀 수준으로 평가를 받았다. 하지만 스프링 정규시즌에 11승 5패를 기록하면서 4위를 차지했고 플레이오프에서도 3라운드에서 비리비리 게이밍에 3-0으로 패배하면서 탈락하였다. 이에 스프링 시즌 종료 후 이지훈 감독이 지휘봉을 내려놓았으며 T1과 담원 기아의 감독을 맡았던 양대인을 새 감독으로 선임했다. 또한 팀의 새 정글로 웨이웨이를 영입하였다. 서머 시즌 정규리그에서는 10승 6패로 6위를 기록하였으며 플레이오프에서는 2라운드에서 닌자스 인 파자마스에 3-1로 승리를 거두었으나 3라운드에서 LNG e스포츠에 2-3으로 패배하였다.
2023년 LPL 선발전에서 포인트 순위로 5위를 차지하면서 선발전에 출전을 하였다. 선발전에서는 가장 낮은 위치에 있었지만 Top e스포츠와 에드워드 게이밍을 모두 제압하고 LPL 4번시드로 월드 챔피언십 진출에 성공했다.

### T1
T1은 LCK에 소속된 게임단으로 2012년 12월 13일, SK텔레콤 T1이 리그 오브 레전드 팀을 창단하면서 역사가 시작되었다. 이후 SK텔레콤 T1 S와 SK텔레콤 T1 K 두 형제팀을 운영하였으며 이 중 SK텔레콤 T1 S가 리그 오브 레전드 월드 챔피언십 시즌 3에서 우승을 차지하면서 팀의 첫번째 우승을 가지고 왔다. 2015시즌을 앞두고 라이엇 게임즈가 1기업 1구단 정책을 시행하면서 두 형제팀이 통합되어 SK텔레콤 T1이 되었으며 리그 오브 레전드 월드 챔피언십 2015 우승, 리그 오브 레전드 월드 챔피언십 2016을 연속해서 우승하면서 리그 오브 레전드 씬에서 명문팀의 반열에 오르게 되었다.
2020시즌을 앞두고 SK텔레콤 T1에서 T1으로 팀명을 변경하였으며 2022시즌을 앞두고 팀의 원클럽맨인 페이커와 재계약을 체결하고 제우스, 오너, 구마유시, 케리아를 팀에 잔류시키면서 주전 멤버로 확정지었다. 2022 LCK 스프링에서는 전승을 기록하면서 LCK 우승을 달성했지만 이후 치러진 MSI와 서머에서는 모두 결승전에서 미끄러지면서 준우승에 머물렀다. 2022년 월드 챔피언십에서도 DRX에 2-3으로 패배하면서 준우승을 거두었다.
2023시즌을 앞두고 T1은 주전 멤버 5명의 로스터를 유지하였다. 2023년 스프링 시즌에는 정규리그에서 17승 1패를 기록하면서 1위를 차지하였지만 결승전에서 젠지에 1-3으로 패배를 거두면서 준우승을 차지했다. MSI에서도 징동과 BLG에게 연속으로 패배를 거두면서 3위에 머물렀다. 서머 시즌에는 1라운드에 6승 3패라는 아쉬운 성적을 기록함과 동시에 2라운드를 앞두고 Bengi 배성웅 감독의 사퇴 및 페이커 선수의 부상 이탈이 발생하면서 급속도로 팀이 무너졌으며 정규시즌을 9승 9패 5위라는 아쉬운 성적으로 마무리하였다. 그럼에도 페이커 선수가 플레이오프를 앞두고 복귀를 하면서 팀이 안정화가 되었고 플레이오프에서 선전을 이어나가며 결승 무대에 다시 한 번 오르게 되었다. 하지만 이번 서머 결승에서도 젠지에 3-0으로 패배하면서 준우승에 머물렀다.
2023년 스프링과 서머 시즌을 모두 준우승을 거두었기 때문에 선발전 포인트 순위 1위를 달성하였고 LCK 2번 시드를 확정하면서 선발전 없이 월드 챔피언십 진출에 성공했다.

## 결승까지의 여정
웨이보 게이밍의 결승까지의 여정
| 라운드    | 상대팀          | 경기 결과 |
| --------- | --------------- | --------- |
| 스위스 1R | NRG e스포츠     | 1-0 승리  |
| 스위스 2R | G2 e스포츠      | 0-1 패배  |
| 스위스 3R | KT 롤스터       | 0-1 패배  |
| 스위스 4R | 매드 라이온즈   | 2-0 승리  |
| 스위스 5R | 프나틱          | 2-1 승리  |
| 8강       | NRG e스포츠     | 3-0 승리  |
| 4강       | 비리비리 게이밍 | 3-2 승리  |

웨이보 게이밍은 LPL 4시드로 스위스 스테이지에 자동적으로 진출하였다. 스위스 스테이지 1라운드에서 NRG e스포츠에 승리를 거두었지만 G2 e스포츠와 KT 롤스터에 연패를 당하면서 1승 2패를 기록하여 탈락 위기에 몰리기도 했다. 하지만 4라운드에 매드 라이온즈를 상대로 2-0으로 승리를 거두며 5라운드까지 생존에 성공하였고 5라운드에서 프나틱을 상대로 2-1로 승리를 거두면서 8강전에 진출했다.
8강전에서는 LCS의 NRG e스포츠와 격돌하였으며 경기 전부터 우세로 점쳐진만큼 3-0으로 승리를 거두면서 4강전에 진출했다. 4강전에서는 같은 LPL의 비리비리 게이밍과의 내전이 성사되었으며 상대적으로 열세가 예상이 되었지만 탑 라이너 더샤이의 활약을 토대로 3-2로 승리를 거두면서 결승전에 진출하였다.
T1의 결승까지의 여정
| 라운드    | 상대팀          | 경기 결과 |
| --------- | --------------- | --------- |
| 스위스 1R | 팀 리퀴드 혼다  | 1-0 승리  |
| 스위스 2R | Gen.G           | 0-1 패배  |
| 스위스 3R | 클라우드 나인   | 1-0 승리  |
| 스위스 4R | 비리비리 게이밍 | 2-0 승리  |
| 8강       | LNG e스포츠     | 3-0 승리  |
| 4강       | 징동 게이밍     | 3-1 승리  |

T1은 LCK 2시드로 스위스 스테이지에 자동적으로 진출하였다. 스위스 스테이지 1라운드인 팀 리퀴드 혼다와의 경기에서 승리를 거두었지만 2라운드 Gen.G와의 LCK 내전에서는 패배를 기록하였다. 하지만 클라우드 나인과 비리비리 게이밍을 연속해서 제압하면서 3승 1패로 8강전에 진출했다. 
8강전에서는 LNG e스포츠와 만나게 되었으며 사전 예상에서는 박빙의 승부가 펼쳐질 것으로 여겨졌지만 3-0으로 셧아웃 승리를 기록하면서 LCK 팀들 중 유일하게 4강에 진출하였다. 4강에서는 그랜드 슬램을 노리는 징동 게이밍을 만나게 되었다. 징동과의 4강전 경기에서도 사전에 징동에 약간의 열세로 예측이 되었으나 3-1로 완승을 거두면서 결승전에 진출하였다.

## 오프닝 세레머니
오프닝 세레머니는 게임을 하던 주인공이 현실에서 챔피언들의 스킬을 사용하고 다른 챔피언의 스킬을 피하면서 포탈을 타고 경기장에 도착하는 것으로 시작이 된다. 이 과정에서 2017년 월드 챔피언십의 주제가인 Legends never die가 브금으로 깔리게 되고 포탈을 타고 주인공이 경기장에 들어서자 Legends never die에 맞추어서 수많은 사람들의 군무가 펼쳐진다.
그 다음으로는 리그 오브 레전드의 가상 보이그룹인 하트스틸의 공연이 있었다. 이에 백현을 비롯한 하트스틸 캐릭터의 역할을 맡은 이들이 하트스틸의 신곡인 PARANOIA를 공연하였다.
하트스틸의 공연 후에는 리그 오브 레전드 월드 챔피언십 2018의 주제가인 RISE의 공연이 이어졌으며 원곡의 가수인 Mako와 The Word Alive가 무대로 올라와서 공연을 하였다.
그리고 NewJeans가 등장을 하면서 이번 월드 챔피언십의 주제가인 GODS를 공연하였으며 뉴진스의 공연 이후 웨이보 게이밍과 T1 선수들이 경기장에 모습을 드러냈다.

## 경기 진행

### 1세트
| 2023년 11월 19일 결승전 1세트          | 웨이보 게이밍                                                                | 패-승 30:31                    | T1                                                                                | 고척스카이돔 |  |  |
|                                        | TheShy (아트록스) Weiwei (요네) Xiaohu (제이스) Light (세나) Crisp (탐 켄치) |                                | (요네) Zeus (리 신) Oner (아리) Faker (칼리스타) Gumayusi (레나타 글라스크) Keria |              |  |  |
|                                        |                                                                              |                                |                                                                                   |              |  |  |
| 자르반 4세 아지르 사일러스 세주아니 렐 | BAN                                                                          | 니코 오리아나 럼블 에쉬 바루스 |                                                                                   |              |  |  |
|                                        |                                                                              |                                |                                                                                   |              |  |  |

### 2세트
| 2023년 11월 19일 결승전 2세트    | 웨이보 게이밍                                                                   | 패-승 29:57                      | T1                                                                                   | 고척스카이돔 |  |  |
|                                  | TheShy (아트록스) Weiwei (마오카이) Xiaohu (아리) Light (칼리스타) Crisp (세나) |                                  | (그웬) Zeus (녹턴) Oner (사일러스) Faker (드레이븐) Gumayusi (레나타 글라스크) Keria |              |  |  |
|                                  |                                                                                 |                                  |                                                                                      |              |  |  |
| 아지르 자르반 4세 에쉬 뽀삐 요네 | BAN                                                                             | 니코 오리아나 럼블 제이스 크산테 |                                                                                      |              |  |  |
|                                  |                                                                                 |                                  |                                                                                      |              |  |  |

### 3세트
| 2023년 11월 19일 결승전 3세트               | 웨이보 게이밍                                                             | 패-승 25:47                    | T1                                                                       | 고척스카이돔 |  |  |
|                                             | TheShy (케넨) Weiwei (벨베스) Xiaohu (아지르) Light (바루스) Crisp (바드) |                                | (아트록스) Zeus (리 신) Oner (아칼리) Faker (자야) Gumayusi (카란) Keria |              |  |  |
|                                             |                                                                           |                                |                                                                          |              |  |  |
| 자르반 4세 에쉬 레나타 글라스크 오공 제이스 | BAN                                                                       | 니코 럼블 오리아나 뽀삐 크산테 |                                                                          |              |  |  |
|                                             |                                                                           |                                |                                                                          |              |  |  |

## 경기 결과
| 리그 오브 레전드 월드 챔피언십 2023 우승 |
| ---------------------------------------- |
| T1                                       |
| {{{1}}} · {{{1}}} · {{{1}}} · {{{1}}}    |
| (4번째 우승)                             |

결승전 경기 결과 T1이 3-0으로 웨이보 게이밍을 셧아웃시키면서 통산 4번째 월드 챔피언십 우승을 달성했다. 또한 T1의 원클럽 플레이어이자 팀의 주장인 페이커 역시 지난 2016년 우승 이후 7년만에 우승을 기록했으며 제우스, 오너, 구마유시, 케리아는 첫번째 월드 챔피언십 우승을 달성하였다.
결승전 MVP는 제우스 선수가 선정되었다. 제우스 선수는 개인 첫 MVP를 이번 월드 챔피언십 대회를 통해 받게 되었으며 지난 해 MVP인 킹겐에 이어서 2년 연속으로 탑 라이너가 결승전 MVP로 선정이 되었다.

## 여담

### 월즈 팬 페스트
결승전 4일 전인 11월 16일부터 경기 당일인 11월 19일까지 광화문에서 월즈 팬 페스트 행사가 개최되었다. 월즈 팬 페스트 행사에서 클라우드템플러, 윤수빈, 울프 등 전현직 프로게이머들과 관계자들이 참석하는 이벤트나 기념 스토어 매장 등이 진행되었다. 특히 경기 전날인 11월 18일은 결승전 전야제 행사가 개최되어 (여자)아이들, 알렌 워커, FT 아일랜드, 머쉬베놈 등의 가수들이 무대에 올라 공연을 펼쳤다.

### 광화문 거리응원
이번 월드 챔피언십 결승전을 앞두고 광화문광장에서 결승전 거리응원을 진행하는 것이 확정되었다. 이로 인해 대한민국에서 e스포츠 최초로 진행된 거리응원이라는 기록을 가지게 되었다. 당초 5,000석 정도의 관람석을 준비했으나 더 많은 팬들이 광화문광장을 방문해 주최측 추산 10,000여명 정도의 팬들이 거리 응원에 참여했을 것으로 파악되었다.
또한 CGV는 전국 100개 상영관에서 결승전을 중계했으며 매진을 기록하기도 하였다.

### 선행 챌린지
월드 챔피언십 결승전을 앞두고 T1 팬들은 T1의 월드 챔피언십 우승을 기원하며 선행 챌린지를 시작하였다. 이는 오타니 쇼헤이의 자기 관리법 중 선행을 하는 것이 향후 자신에게 운으로 돌아올 수 있다고 믿기 때문에 선행을 한다라는 부분에서 착안하였다. 이에 팬들은 쓰레기 줍기, 기부 등과 같이 다양한 방법으로 선행을 하는 선행 챌린지가 이루어졌다.
또한 결승전을 앞두고 LCK 중계진 및 분석데스크 팀도 T1의 우승을 기원하면서 거리의 쓰레기를 청소하는 컨텐츠를 진행하였다.

## 같이 보기
- 리그 오브 레전드 월드 챔피언십 2023